# Dāvdān-e Bālā
Dāvdān-e Bālā (persiska: داودانِ عُليا, داودان بالا, Dāvdān-e ‘Olyā) är en ort i Iran.   Den ligger i provinsen Östazarbaijan, i den nordvästra delen av landet, 500 km nordväst om huvudstaden Teheran. Dāvdān-e Bālā ligger 223 meter över havet och antalet invånare är 194.
Terrängen runt Dāvdān-e Bālā är platt åt nordväst, men åt sydost är den kuperad. Dāvdān-e Bālā ligger nere i en dal. Runt Dāvdān-e Bālā är det ganska glesbefolkat, med 42 invånare per kvadratkilometer. Närmaste större samhälle är Basţāmlū, 6,7 km sydost om Dāvdān-e Bālā. Trakten runt Dāvdān-e Bālā består till största delen av jordbruksmark.